# Kościół Matki Bożej Królowej Polski w Grotowie
Kościół pw. Matki Bożej Królowej Polski w Grotowie – ceglany kościół zlokalizowany we wsi Grotów, w gminie Drezdenko, w województwie lubuskim. Należy do parafii Nawiedzenia Najświętszej Maryi Panny z Rąpina. Usytuowany pośród zwartych kompleksów leśnych. 

## Historia i architektura
Neogotycki obiekt powstał w 1887 i zastąpił wcześniejszą świątynię z 1790. Zgodę na budowę wyraził cesarz Wilhelm I, który przekazał także materiały na budowę kościoła. Z wdzięczności dla monarchy mieszkańcy w niedzielę, 21 marca 1897 posadzili pamiątkowy dąb, uświetniając w ten sposób setną rocznicę urodzin cesarza i dziesiątą budowy kościoła. Drzewo stoi do dziś za prezbiterium. 3 i 26 lipca 1917 wojsko niemieckie zdewastowało częściowo świątynię, zdejmując z dzwonnicy trzy dzwony brązowe wykonane w 1893 oraz demontując 29 cynowych piszczałek organów. Wszystko to zarekwirowano na cele wojenne. 28 sierpnia 1917 miejscowy cieśla nazwiskiem Kernke zawiesił nowy, mały dzwon. 

### Po II wojnie światowej
17 marca 1946 kościół poświęcony jako katolicki. 14 lutego 1964 kardynał Stefan Wyszyński ustanowił odpust na 3 maja i nadał obecne wezwanie. 6 września 1987 biskup Paweł Socha poświęcił odnowiony kościół. Inicjatorem remontu był ks. Henryk Walczak. Ustawiono wtedy przed obiektem dwie figury: Niepokalanego Serca Maryi oraz apostołów Piotra i Pawła. Obok kościoła, po przeciwległej stronie drogi leśnej stoi stalowa dzwonnica.

## Galeria

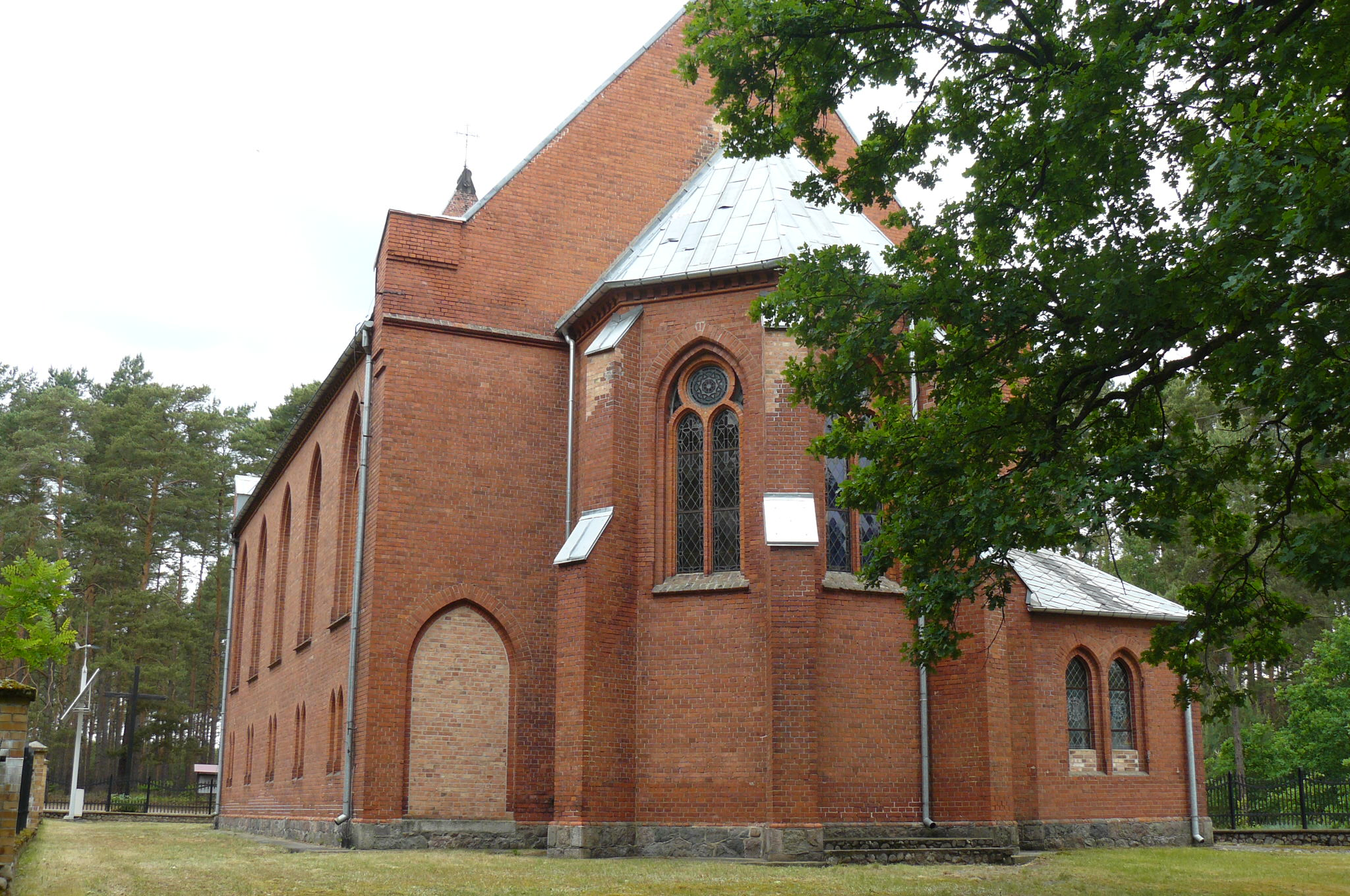
Prezbiterium
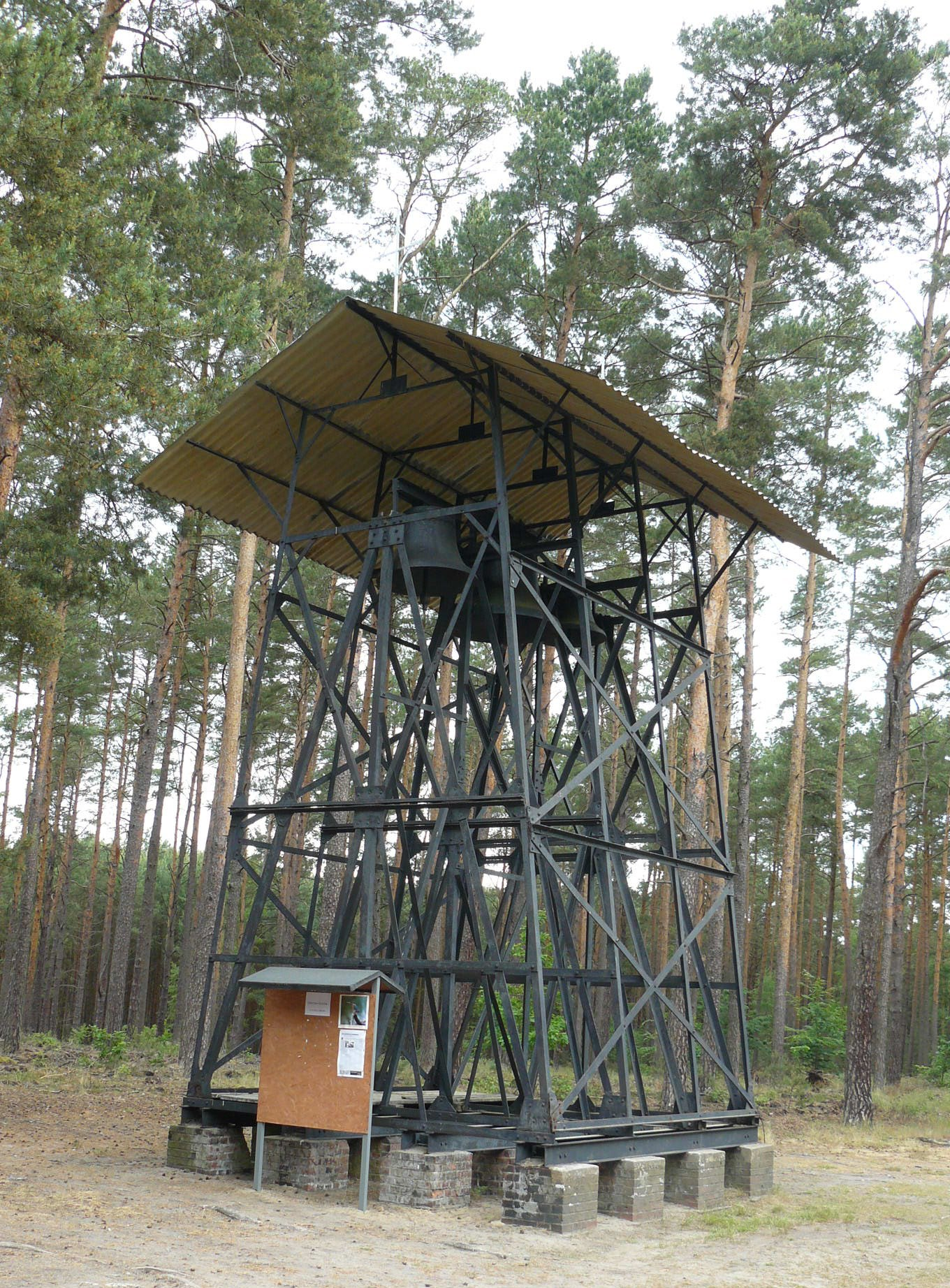
Dzwonnica
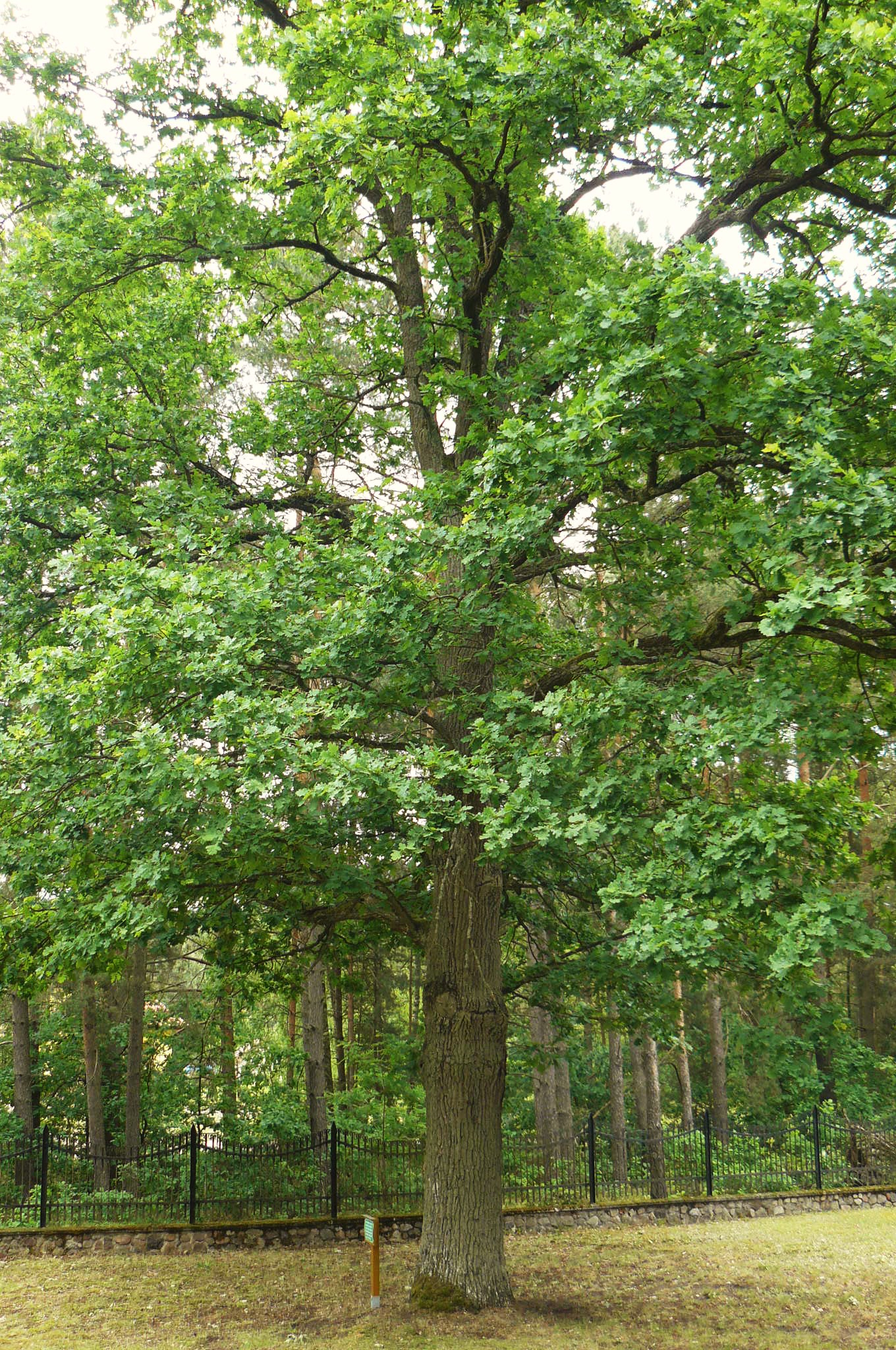
Dąb Wilhelma I